# Sherman Ferguson
Sherman Ferguson (ur. 31 października 1944 w Filadefii  – zm. 22 stycznia 2006 roku w La Crescenta w stanie Kalifornia) – amerykański perkusista jazzowy. Ferguson był wieloletnim wykładowcą na uczelni The Los Angeles Music Academy. Muzyk współpracował z takimi wykonawcami jak Dizzy Gillespie, Benny Carter, Kenny Burrell, Pat Martino, Pharoah Sanders, Eddie Harris, Freddie Hubbard, Joe Henderson, James Moody, Ahmad Jamal, Bud Shank, Shorty Rogers, George Coleman, Gabor Szabo, Kenny Barron, Teddy Edwards czy Buddy Collette.
Zmarł 22 stycznia 2006 roku w swoim domu w La Crescenta w wyniku kompilkacji spowodowanych cukrzycą.